# Iglesia de Santa Teresa del Niño Jesús (Moroni)
La Iglesia de Santa Teresa del Niño Jesús  (en francés: Église de Sainte Thérèse de l’Enfant Jésus) es el nombre que recibe un edificio religioso afiliado a la Iglesia católica y que se encuentra en la ciudad de Moroni la capital del archipiélago y nación africana de Comoras en el océano Índico.
Se trata de la principal iglesia en el grupo de islas de mayoría islámica. Los otros dos templos católicos se encuentran en la vecina Mayotte, que es parte del mismo archipiélago pero depende de Francia.
El templo sigue el rito romano o latino y está bajo la jurisdicción del vicariato apostólico de las Islas Comoras (Apostolicus Vicariatus Insularum Comorensium o bien Vicariat apostolique de l'archipel des Comores) que obtuvo su actual estatus bajo el pontificado del papa Benedicto XVI mediante la bula "Divini Salvatoris" de 2010.